# Егор Титов
Егор Титов е бивш руски футболист. Дългогодишен капитан на Спартак Москва. Играл е като атакуващ полузащитник. Има 442 мача за Спартак, като само Фьодор Черенков е изиграл повече.

## Кариера
Титов е в школата на Спартак от 7-годишен. Първият му треньор е Анатолий Каральов. През есента на 1991 лично Олег Романцев настоява Титов да премине в дублиращата формация на „червено-белите“. Заедно с него там играят Андрей Тихонов, Дмитрий Ананко и Владимир Бесчастних. Скоро Егор успява да стане един от лидерите на дублиращата формация. През 1995 е взет в първия отбор след травми на Иля Цимбалар и Андрей Пятницкий. Дебютира в мач за купата на Русия срещу Уралмаш, влизайки в 79 минута на мястото на Юрий Никифоров. Първото си попадение отбелязва срещу Динамо-Газовик, като това остава единственият му гол през сезона.
В началото на сезон 1996 треньор на Спартак става Георгий Ярцев. Той налага Егор в състава като опорен халф. Преди 1/4 финалният мач от шампионската лига срещу Нант, Титов получава травма и Спартак отпада. Тогава получава и фланелката с номер 9, след като Андрей Пятницкий е запратен в дубъла. Халфът играе във всички мачове през сезона, включително и „златният“ мач с Алания, в който „червено-белите“ печелят титлата на страната. На следващия сезон играчът записва 43 мача (всичките като титуляр) и е сменен само 4 пъти. Попада в „Списък 33 най-добри“ под номер 2. На 15 октомври 1997 вкарва първия си гол в евротурнирите – срещу швейцарският Сион.
През 1998 дебютира за националния отбор в мач срещу Франция. Също така помага на Спартак да достигне 1/2 финал в купата на УЕФА, побеждавайки Аякс. През есента на същата година „червено-белите“ успяват да отстранят Реал Мадрид в 4 кръг на шампионската лига, а Егор подава на бразилецът Робсон за победния гол. В края на сезона е избран за футболист на годината в Русия. В квалификациите за Евро 2000 Титов вкарва първия си гол за „сборная“ срещу Андора. В шампионската лига Спартак отпада още в групите и играе в купата на УЕФА срещу Лийдс Юнайтед, като домакинства в София на стадион Георги Аспарухов.
През 2000 интерес към него има от Байерн Мюнхен, които се съгласяват да платят 22 млн. долара за него, но Спартак прекратява преговорите. Същата година е избран за капитан на отбора, след като Андрей Тихонов е поставен в трансферната листа. В мач от шампионската лига срещу Спортинг Егор вкарва 2 гола. Също така е с основен принос за разгрома над Арсенал с 4:1 във фазата на елиминациите. През тази година играчът вкарва 20 гола във всички турнири и за втори път става футболист на годината в Русия. На следващата година записва 10 мача за националния отбор, който се класира за световното първенство на следващата година. Печели и титлата на страната, която е последна в историята на „червено-белите“. През целия сезон Титов изиграва 52 мача.
През 2002 попада в състава на „сборная“ за световното първенство. Отборът обаче отпада още в груповата фаза, а през август 2002 Титов е избран за капитан на Русия. В мачът срещу Анжи Егор получава скъсване на коленните връзки, но през септември лекарите го възстановяват за игра. В крайна сметка играчът не се оказва готов и в срещата с Локомотив е сменен още преди края на първото полувреме. Халфът е опериран в Германия и отсъства няколко месеца от терените. В 2003 Егор печели купата на Русия, но е накаран от новия клубен доктор да приема забраненият стимулант бромантан. След баражите за класиране на Евро 2004 му е направен допинг тест, на който той се проваля. Играчът е наказан да не играе футбол 1 година.
Докато е извън футбола, Егор участва в предаването Форт Бояр и е телевизионен коментатор на европейското първенство по Първи канал. В началото на 2005 под ръководството на Александър Старковс Егор често остава на резервната скамейка. В отборът се завръща и бившият му съотборник Дмитрий Аленичев, но двамата играят заедно само в един мач – срещу ФК Москва. През септември 2005 Титов се завръща и в националния отбор, влизайки като резерва в мач с Лихтенщайн. В последния мач от шампионата капитанът вкарва изравнителен гол на Локомотив, с който Спартак печели сребърните медали в шампионата и се класира за шампионската лига.
През 2006 в мач с Ростов Егор вкарва стотния си гол за Спартак във всички турнири и така става член на Клуб 100. Играе и в груповата фаза на шампионската лига, но Спартак завършва последен в групата. На 7 февруари 2007 изиграва последния си мач за националния отбор на Русия. На 20 март обявява отказването си от националния отбор поради семейни причини. През този сезон Титов записва мач номер 400 за „червено-белите“ във всички турнири, както и гол номер 100 в РФПЛ и мач номер 300 в първенството.
На 12 юли 2008 неговият тим губи от вечния си враг ЦСКА Москва с 5 на 1. След този мач тогавашният треньор на Спартак Станислав Черчесов вади Егор от първия тим, заедно с още двама основни играчи – Моцарт Сантос и Максим Калиниченко. Титов се скарва с Черчесов и напуска любимия си Спартак. После играе половин сезон в Химки. В началото на 2009 подписва с Локомотив Астана, където играе бившият му съотборник от Спартак Андрей Тихонов. През март 2010 слага край на кариерата си. През април 2012 се завръща във футбола с екипа на Арсенал Тула. На 9 септември 2012 за втори път се отказва от футбола. На същия ден в негова чест е организиран прощален мач между ветераните на Спартак и Динамо Киев.